# Mycalesis campides
Mycalesis campides är en fjärilsart som beskrevs av Embrik Strand 1911. Mycalesis campides ingår i släktet Mycalesis och familjen praktfjärilar. Inga underarter finns listade i Catalogue of Life.